# Doge
Doge (pron. "dòge"; in veneto: doxe /ˈdoze/; in ligure: dûxe /ˈdyːʒe/, in lombardo dus) era il titolo riservato al capo di Stato elettivo di alcune repubbliche marinare, tra cui la Repubblica di Venezia e la Repubblica di Genova.

## Etimologia
Il nome deriva dal latino dux, una carica militare romana che nel III secolo con Diocleziano fu trasformata nel comandante militare delle province, distinto dal comandante civile. Con il crollo dell'Impero Romano e la nascita dell'Impero bizantino, la forma latina dux fu trasformata in greco δούξ?, duces e verso la metà del VII secolo i poteri giudiziari, civili e militari delle province vennero a concentrarsi nelle mani dei duces. Questo accentramento del potere portò alla graduale frammentazione dell'Impero e nel 697 nel territorio bizantino della Venetia maritima, fu proclamato doge Paoluccio Anafesto dando così origine alla Repubblica di Venezia. In seguito lo stesso nome fu ripreso dalla Repubblica di Genova che nel 1339 elesse per acclamazione il suo primo doge, Simone Boccanegra.

## Cariche

### Doge di Venezia
Capo di Stato della Repubblica, secondo la tradizione la carica fu istituita nel 697 da Paoluccio Anafesto e durò fino alla caduta della Repubblica, quando nel 1797 il doge Lodovico Manin si dimise. Il doge era un membro del patriziato veneto e veniva eletto dal Maggior Consiglio attraverso una complicata successione di elezioni e sorteggi al fine di evitare i brogli. Una volta eletto annunciava la fedeltà alle leggi della Repubblica attraverso la promissione ducale e la moglie veniva incoronata dogaressa. La carica era a vita e fu progressivamente depotenziata in modo da evitare la nascita di una signoria. Generalmente indossava vesti scarlatte, il manto dell'ermellino e il corno ducale, una sorta di corona derivata dagli usi bizantini.

### Doge di Genova
Capo di Stato della Repubblica, la carica fu istituita da Simone Boccanegra nel 1339 e durò fino alla caduta della Repubblica, quando nel 1797 il doge Giacomo Maria Brignole abdicò. Fino al 1528 il doge rimaneva in carica a vita; a partire da quella data fu eletto con cadenza biennale. Sia prima del 1528 che dopo, il Doge veniva eletto all'interno del patriziato genovese. Analogamente al doge veneziano, veniva eletto attraverso una complicata successione di elezioni e sorteggi dai membri del Maggior Consiglio. Il doge indossava un berretto quadrato ornato e successivamente, su di esso, la corona regia.

### Altri dogi
Secondo una leggenda folkloristica non comprovata da alcuna documentazione storica e più volte smentita, in Abruzzo nel XV secolo anche la cosiddetta Repubblica di Senarica istituì la figura del doge in memoria dello stretto legame con la Repubblica di Venezia. Inoltre anche i duchi del Ducato di Amalfi sono a volte chiamati dogi così come alcuni governatori della Repubblica di Pisa, come Giovanni dell'Agnello.